# Villars (Loire)
Pour les articles homonymes, voir Villars.
Villars [vilaʁ] est une commune française située dans le département de la Loire en région Auvergne-Rhône-Alpes.

## Géographie
Le territoire communal se trouve au-dessus du bassin houiller de la Loire. Saint-Étienne est à 6 km, Roanne à 81 km.
La superficie de la commune est de 5,72 km2 ; son altitude varie de 428  à   600 mètres.
L'A72 passe au nord, un important échangeur permet de rallier la zone commerciale de Ratarieux et le CHU, ou la ZAC de Montravel, le lycée horticole et le sud-ouest de l'agglomération (D 201, direction Firminy-Le Puy).

### Climat
Pour des articles plus généraux, voir Climat d'Auvergne-Rhône-Alpes et Climat de la Loire.
En 2010, le climat de la commune est de type climat des marges montargnardes, selon une étude du Centre national de la recherche scientifique s'appuyant sur une série de données couvrant la période 1971-2000. En 2020, Météo-France publie une typologie des climats de la France métropolitaine dans laquelle la commune est exposée à un climat de montagne ou de marges de montagne et est dans la région climatique  Nord-est du Massif Central, caractérisée par une pluviométrie annuelle de 800 à 1 200 mm, bien répartie dans l’année. 
Pour la période 1971-2000, la température annuelle moyenne est de 10,4 °C, avec une amplitude thermique annuelle de 16,8 °C. Le cumul annuel moyen de précipitations est de 733 mm, avec 8,5 jours de précipitations en janvier et 6,8 jours en juillet. Pour la période 1991-2020, la température moyenne annuelle observée sur la station météorologique de Météo-France la plus proche, « Saint-Étienne », sur la commune de Saint-Étienne à 5 km à vol d'oiseau, est de 11,4 °C et le cumul annuel moyen de précipitations est de 793,9 mm,. Pour l'avenir, les paramètres climatiques de la commune estimés pour 2050 selon différents scénarios d'émission de gaz à effet de serre sont consultables sur un site dédié publié par Météo-France en novembre 2022.
| Mois                                  | jan.           | fév.           | mars           | avril         | mai          | juin          | jui.         | août          | sep.          | oct.          | nov.          | déc.           | année      |
| ------------------------------------- | -------------- | -------------- | -------------- | ------------- | ------------ | ------------- | ------------ | ------------- | ------------- | ------------- | ------------- | -------------- | ---------- |
| Température minimale moyenne (°C)     | 0,2            | −0,1           | 2,5            | 5,8           | 9,1          | 13,1          | 14,7         | 14,2          | 11            | 8,3           | 4,2           | 1,1            | 7          |
| Température moyenne (°C)              | 3              | 3,4            | 7,1            | 10,8          | 14,1         | 18,6          | 20,5         | 19,9          | 16,1          | 12,2          | 7,4           | 4,1            | 11,4       |
| Température maximale moyenne (°C)     | 5,9            | 6,9            | 11,6           | 15,8          | 19,1         | 24            | 26,3         | 25,6          | 21,3          | 16,2          | 10,6          | 7,1            | 15,9       |
| Record de froid (°C) date du record   | −12,9 13.01.03 | −15,6 05.02.12 | −16,5 01.03.05 | −4,5 08.04.21 | 0,1 06.05.10 | 4,4 02.06.06  | 7,4 10.07.07 | 7,4 31.08.06  | 2,1 27.09.10  | −5 26.10.03   | −8,7 28.11.13 | −11,1 26.12.10 | −16,5 2005 |
| Record de chaleur (°C) date du record | 18,2 10.01.15  | 20,9 23.02.20  | 24 30.03.21    | 27,8 22.04.18 | 32 13.05.15  | 36,8 27.06.19 | 39 07.07.15  | 38,6 24.08.23 | 33,5 05.09.23 | 29,9 02.10.23 | 23,1 02.11.20 | 18,3 05.12.06  | 39 2015    |
| Précipitations (mm)                   | 41,8           | 38,7           | 39,7           | 62,7          | 83,7         | 80,6          | 78,7         | 79,4          | 65,1          | 81            | 87,1          | 55,4           | 793,9      |

## Urbanisme

### Typologie
Au 1er janvier 2024, Villars est catégorisée grand centre urbain, selon la nouvelle grille communale de densité à sept niveaux définie par l'Insee en 2022.
Elle appartient à l'unité urbaine de Saint-Étienne, une agglomération inter-départementale regroupant 32  communes, dont elle est une commune de la banlieue,,. Par ailleurs la commune fait partie de l'aire d'attraction de Saint-Étienne, dont elle est une commune du pôle principal,. Cette aire, qui regroupe 105 communes, est catégorisée dans les aires de 200 000 à moins de 700 000 habitants,.

## Histoire
L'obituaire de l'Église de Lyon fait mention de la donation du doyen Blandinus (vers 1085-87) qui fit don de l'église de Villars, du cimetière et de ses terres à l'Église de Lyon.
L'existence de la localité est attestée par écrit dès le XIIe siècle. Mention en est faite dans la permutation de 1173, consacrant la séparation du Lyonnais et du Forez qui laisse Villars "à la liberté de l'Église de Lyon". À la suite de cet acte, la paroisse de Villars fit partie d'une enclave directement dépendante du chapitre de Lyon, aux confins du Jarez et du Forez et finalement rendue à la seigneurie de Saint-Priest-en-Jarez en 1278.
Peu après, on trouve trace d'un fief dénommé Curnieu. Différentes familles se succèdent, dont les Dalmais et Mathevon.
Villars possède deux bâtisses historiques : le vieux château à l'écart du centre, restauré en 1910, et le château du bourg face à l'église, mairie de la commune depuis 1976.
La houille est exploitée vers le XVIe siècle, d'autres activités viennent s'y greffer comme la passementerie, les armes... La main-d'œuvre vient des régions limitrophes, surtout Haute-Loire et Ardèche. Les ouvriers travaillent aux champs la belle saison, cherchent de l'embauche en ville afin de compléter leurs maigres ressources.
Au cours de l'été 1911 a eu lieu le premier meeting aérien du département de la Loire, sur le terrain de Champirol (situé à cette époque sur les communes de Villars et de Saint-Priest-en-Jarez), à l'emplacement actuel de l'Hôpital Nord. Parmi les huit pilotes présents à cette manifestation se trouvait Roland Garros.
Le 21 janvier 1942, un coup de grisou tue 65 mineurs au puits de Chana.

## Politique et administration

### Liste des maires
Le premier maire de Villars connu à ce jour, fut Claude Denis de 1790 à 1792. Cette liste débute au XXe siècle (liste complète sur le site de Villars).
| Période                                  | Période               | Identité            | Étiquette             | Qualité |
| ---------------------------------------- | --------------------- | ------------------- | --------------------- | --- |
| Les données manquantes sont à compléter. |                       |                     |                       | |
| 1904                                     | 1914                  | Jean-Baptiste Paret |                       | |
| 1914                                     | 1918                  | Étienne Reynaud     |                       | |
| 1918                                     | 1921                  | Jean Domet          |                       | |
| 1921                                     | 1938                  | Louis Soulier       |                       | |
| 1938                                     | 1944                  | Pierre Barailler    |                       | |
| 1944                                     | 1945                  | Henri Faure         |                       | |
| 1945                                     | 1947                  | François Binet      |                       | |
| 1947                                     | 1960                  | Georges Gillier     |                       | |
| 1960                                     | 1974 (décès)          | Louis Bernichon     |                       | |
| 1975                                     | 1977                  | Fernand Bost        |                       | |
| mars 1977                                | avril 2007 (décès)    | Hubert Pouquet      | DVD                   | Vice-président du Conseil général de la Loire |
| avril 2007                               | juin 2018 (démission) | Paul Celle          | DVD puis UDI puis DVD | Vice-président de Saint-Étienne Métropole Conseiller général du canton de Saint-Étienne-Nord-Ouest-1 (2007-2015) Conseiller départemental du canton de Saint-Étienne-4 (depuis 2015) |
| septembre 2018                           | En cours              | Jordan Da Silva     | DVD                   | Chef d'entreprises |

## Démographie
En 2022 , la commune comptait 7 705 habitants. L'évolution du nombre d'habitants est connue à travers les recensements de la population effectués dans la commune depuis 1793. Une réforme du mode de recensement permet à l'Insee de publier annuellement les populations légales des communes à partir de 2006. Pour Villars, commune de moins de 10 000 habitants, les recensements ont lieu tous les cinq ans, les populations légales intermédiaires sont quant à elles estimées par calcul. Les populations légales des années 2006, 2011, 2016 correspondent à des recensements exhaustifs.
| 1793 | 1800 | 1806 | 1821 | 1831 | 1836 | 1841 | 1846 | 1851 |
| ---- | ---- | ---- | ---- | ---- | ---- | ---- | ---- | ---- |
| 560  | 478  | 507  | 616  | 618  | 580  | 702  | 831  | 877  |

| 1856  | 1861  | 1866  | 1872  | 1876  | 1881  | 1886  | 1891  | 1896  |
| ----- | ----- | ----- | ----- | ----- | ----- | ----- | ----- | ----- |
| 1 140 | 1 525 | 1 803 | 1 741 | 2 059 | 2 224 | 2 375 | 2 512 | 2 512 |

| 1901  | 1906  | 1911  | 1921  | 1926  | 1931  | 1936  | 1946  | 1954  |
| ----- | ----- | ----- | ----- | ----- | ----- | ----- | ----- | ----- |
| 2 787 | 2 854 | 2 989 | 3 063 | 3 187 | 3 061 | 2 811 | 2 866 | 3 174 |

| 1962  | 1968  | 1975  | 1982  | 1990  | 1999  | 2006  | 2011  | 2016  |
| ----- | ----- | ----- | ----- | ----- | ----- | ----- | ----- | ----- |
| 3 397 | 3 720 | 6 828 | 7 529 | 8 189 | 8 494 | 8 062 | 7 785 | 7 978 |

| 2021  | 2022  | - | - | - | - | - | - | - |
| ----- | ----- | - | - | - | - | - | - | - |
| 7 783 | 7 705 | - | - | - | - | - | - | - |

## Culture locale et patrimoine

### Monuments historiques
Villars possède un pont de chemin de fer situé au lieu-dit du Bois Monzil. Héritage de la première ligne de chemin de fer de France, il a été mis en service en 1827 et est donc le plus ancien pont ferroviaire d'Europe continentale. À ce titre il a été inscrit au monument historique par l'arrêté du 4 octobre 2001. La limite communale entre Villars et Saint-Priest-en-Jarez passe sous l'arche de ce pont. Le pont est visible depuis le 44 chemin des champs à Saint-Priest-en-Jarez mais on ne peut y accéder car il est sur une propriété privée.

### Autres monuments
La commune fait partie de la paroisse Bienheureux Antoine Chevrier, qui rassemble l'église Saint-Laurent (Villars), l'église Saint-Prix (Saint-Priest-en-Jarez) et l'église du Sacré-Cœur, La Terrasse (Saint-Étienne).
- Église Saint-André de Villars.

Église Saint-Laurent
La première église de Villars date du XVe siècle. Incorporée aujourd'hui à la mairie, sert de salle des conseils et mariages.
Vers la fin du XIXe siècle, la population ayant fortement augmenté, il faut bâtir un nouvel édifice : l'actuelle église Saint-Laurent. Les travaux débutent en 1860 pour se terminer 10 ans plus tard.
Le 8 novembre 1936, l'église accueille trois nouvelles cloches qui viennent s'ajouter à celles déjà existantes. Elles donnent respectivement le "do", "mi", "la" et "sol".
Le 1er février 2004, après de multiples constatations, Hubert Pouquet, maire de la ville ordonne une fermeture provisoire. L'humidité remontant du sol provoque un soulèvement de la base et un effritement des piliers. Calculs et projets sont lancés pour sa survie.
Des travaux sont entrepris en 2006, sous la direction de l'architecte Berthier. Les piliers latéraux ainsi que la partie haute de l'église sont supprimés, pour être remplacés par une charpente en lamellé-collé.
Le 15 décembre, M. Pouquet inaugure les transformations. Le lendemain, Mgr Lebrun dédicace le lieu.
La mairie de Villars

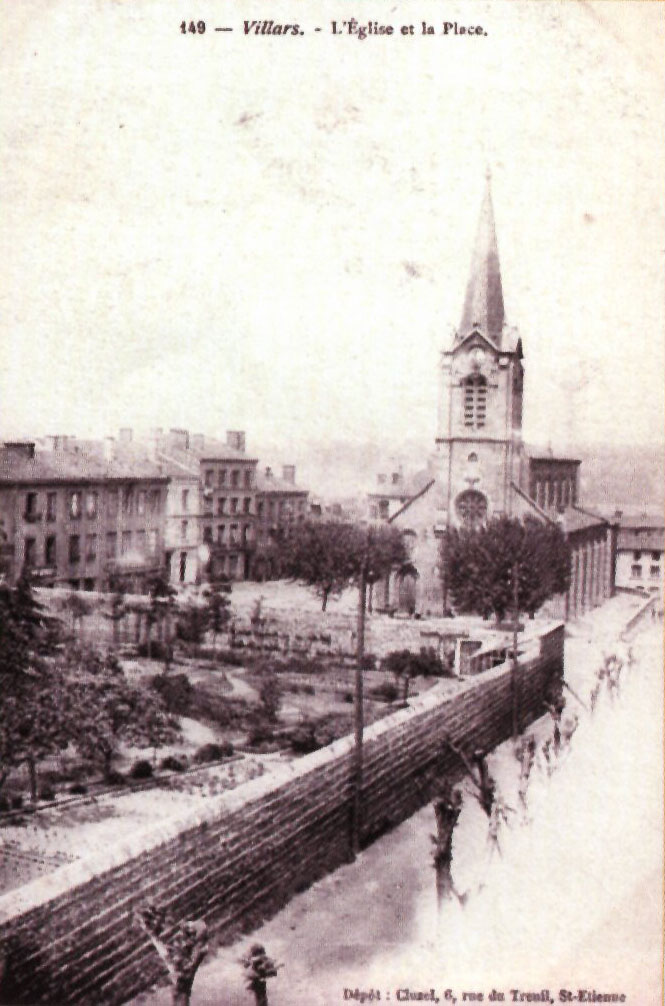
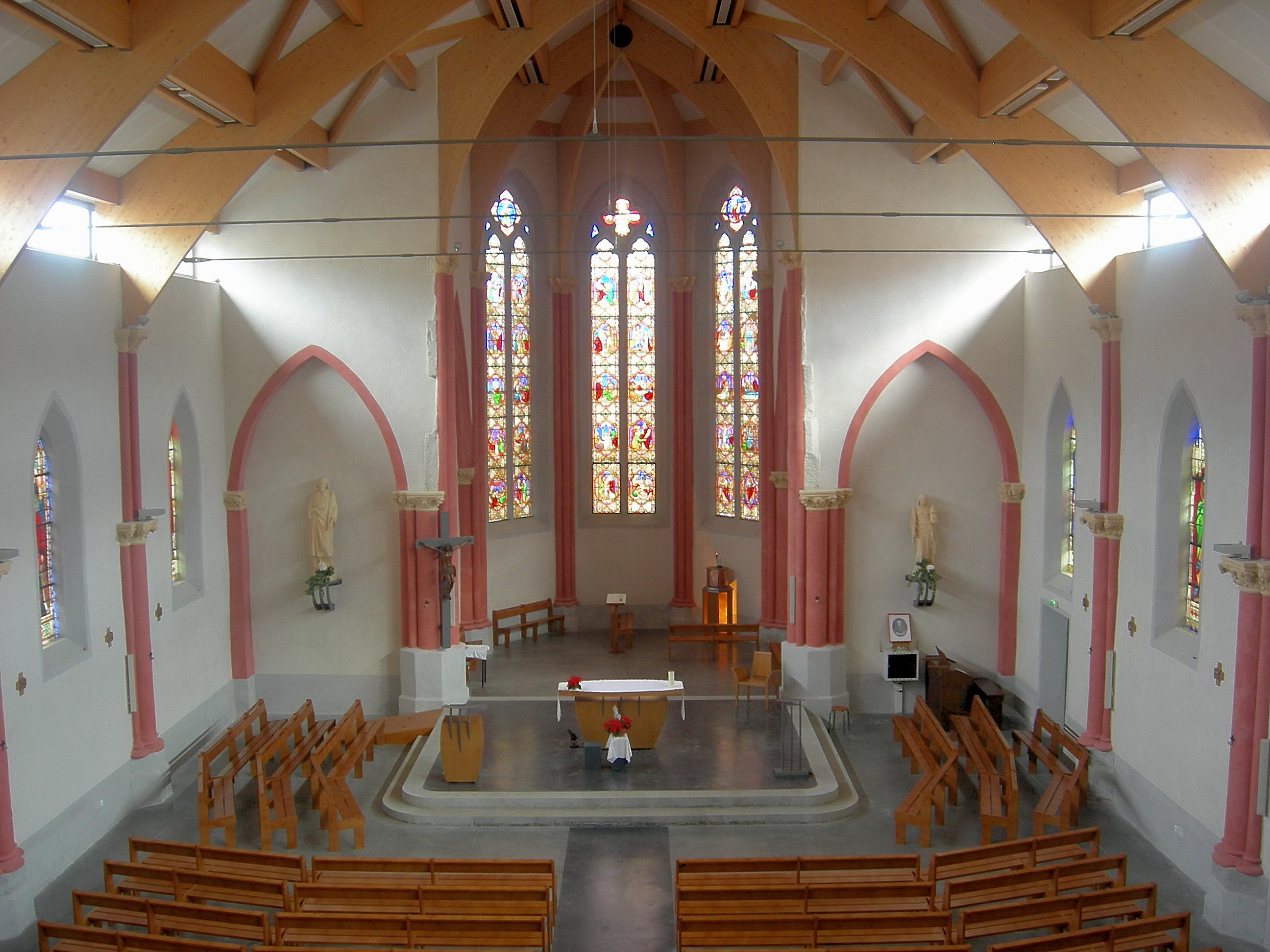

Le château du bourg fut longtemps propriété des Mathevon. Jean, seigneur de Curnieu, transforme et embellit la bâtisse. On raconte qu'il peut assister à la messe d'une fenêtre de ses appartements, l'église y étant adossée !
La Compagnie des Mines de Villars récupère les lieux en 1837. Elle y installe ses bureaux avant de loger son directeur, puis ses cadres.
Les Mathevon vendent, sous le mandat Soulier, titre et terres, qui reviennent partiellement à la commune.
En 1976, la mairie de Villars rénove et investit le château. Les locaux sont agrandis en 2007.
Le musée de la mine Jean-Marie Somet
Musée créé par un ancien mineur dans un bâtiment ancien, rue du Puits-Gallois. Il évoque le passé minier de la commune mais aussi la passementerie. Il est géré par l'Association des Amis du Vieux Villars. Réouverture du musée après travaux en décembre 2017. Ce musée est l'objet d'un livre : Devant la mémoire, une visite au Musée de la mine Jean-Marie Somet de Villars, auteur Michel Peroni, éditions Presses des Mines, 2015.
À noter également :
- Parc Jean-Marc derrière le dépôt de la Stas, face au complexe sportif de l'ASPTT, au bord de l'autoroute.
- Lycée horticole et ZAC de Montravel (centre commercial régional, piste de kart), desservis par la rocade Est.
- L'ancien hippodrome est reconverti, au cours du XXe siècle, en quartier résidentiel (logements collectifs).
- Foulées Villardaire, trois courses de plusieurs catégories à travers les rues de la ville, chaque année début d'automne.

### Héraldique
|  | Les armoiries de Villars se blasonnent ainsi : D’azur au lion d’or armé, lampassé et couronné de gueules, au comble cousu aussi de gueules. |

## Jumelages
- Halberstadt (Allemagne) depuis le 15 novembre 2003
- Torredembarra (Espagne) depuis le 2 septembre 1984

## Transports en commun
Villars est parcourue par les lignes de bus 16 et 17 de la STAS.
- La ligne 17 Terrasse/Lycée Simone-Weil serpente dans les rues de la ville, et dessert tous les points névralgiques : quartiers du Bois Monzil, Michard, La Feuilletière, La Taillée, musée de la mine, centre, Curnieux, Hippodrome, ASPTT et parc J. Marc. Elle ne va pas jusqu'au centre commercial, mais une navette est prévue à certaines heures pour le lycée horticole.

À l'extrémité sud (Terrasse), on rejoint le tram, T1 et T2.
- La ligne 16 Place Gambetta/Villeboeuf-le-Haut rejoint le centre ville de Saint-Étienne puis l'Esplanade (Opéra-théâtre).

Villars est desservie sur la ligne St Étienne-Roanne, par la halte de l'Hippodrome.

## Personnalités liées à la commune
- Jean-Baptiste Sonyer du Lac (1728-1792), jurisconsulte forézien, fut le propriétaire de la rente noble de La Boutonne au XVIIIe siècle[27].
- Famille Mathevon, dont une branche devient Mathevon de Curnieu à la suite d'un transfert de titre. Les descendants originels sont toujours installés sur le bassin stéphanois[réf. nécessaire]. Les Mathevon de Curnieu résident, quant à eux, dans le Sud-Ouest de la France. Georges-Marie-Edmond Mathevon de Curnieu, plus connu sous le nom Georges Ancey, dramaturge de théâtre [réf. nécessaire].